# ادوارد زهرابیان
ادوارد تیگران زهرابیان (ارمنی: Էդուարդ Զոհրաբյան؛ زاده ۱۳۱۸ خورشیدی) معمار و طراح ایرانی ارمنی‌تبار است. وی طراح نشان‌های هواپیمایی ملی ایران و دبیرستان البرز است.

## زندگی‌نامه
او در سال ۱۳۱۸ خورشیدی (۱۹۳۹ میلادی) در تهران متولد شد. وی دوره متوسطه را در دبیرستان البرز گذراند و دیپلم ریاضی را از این دبیرستان اخذ کرد. او در زمان تحصیل در این مدرسه در مسابقه طراحی نخستین نشانه دبیرستان البرز شرکت کرد و طرح وی به عنوان نشان دبیرستان البرز برگزیده شد.
در فاصله سال‌های دبیرستان تا دانشگاه، برای کمک به برادر بزرگترش که او هم معماری می‌خوانده‌است، به آتلیه‌های معماری رفت‌وآمد می‌کند و در این راه بر تجربه‌های طراحی و رسامی‌اش افزون می‌گردد. وی پس از قبولی در دانشگاه، رشته معماری را در دانشکده معماری دانشگاه ملی ایران فرا می‌گیرد.
مهم‌ترین اتفاق هنری در زندگی زهرابیان، در ۲۲ سالگی وی و در فاصله پیش از ورود او به دانشگاه رخ می‌دهد. وی به‌طور اتفاقی آگهی فراخوان طراحی نشانه هواپیمایی ملی ایران را که هنوز به نام «هما» شناخته نشده بود، می‌بیند و طرحی تجربی را در آتلیه دانشکده و آتلیه محسن فروغی، آماده می‌سازد و در مسابقه مربوطه شرکت می‌دهد که هوشنگ سیحون و تعدادی از استادان دانشکده هنرهای زیبا، داوران آن بودند. طرح وی به عنوان طرح برگزیده پذیرفته می‌شود و در سال ۱۳۴۱ به عنوان نشان رسمی هما ثبت می‌گردد.

## لوگوی ایران ایر

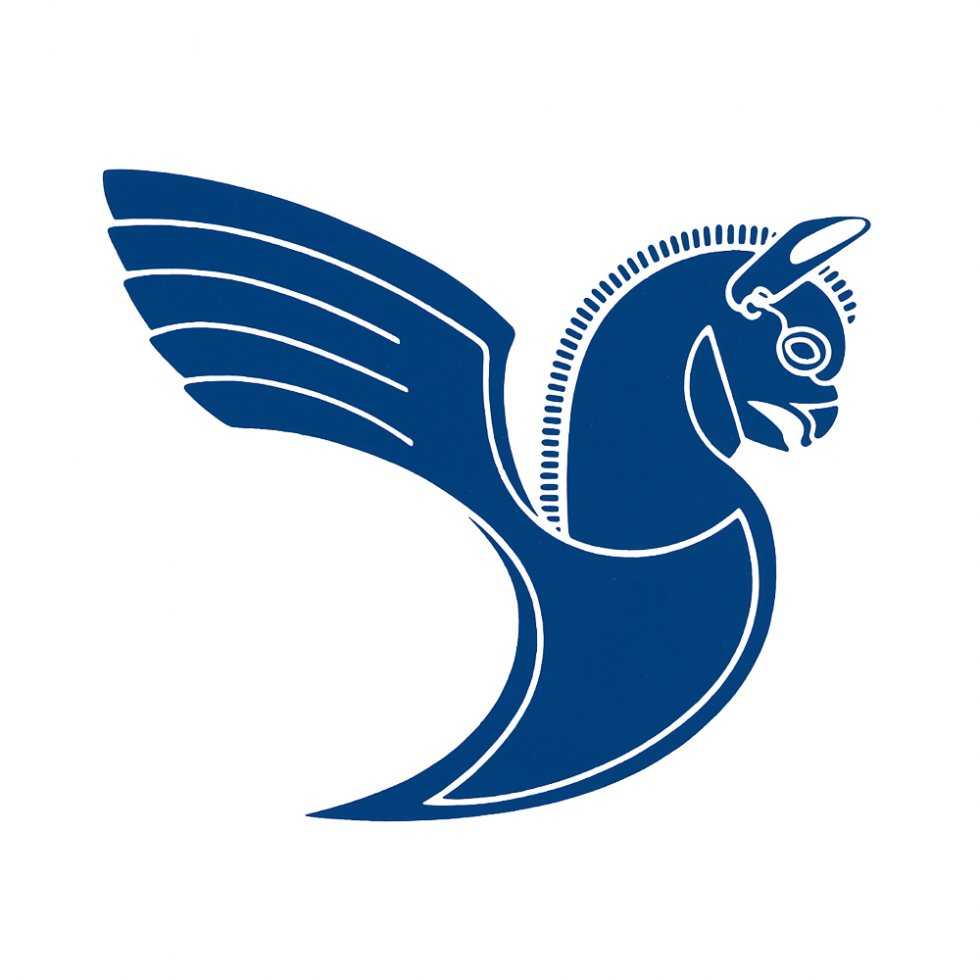
لوگوی هواپیمایی ملی ایران (هما) که ادوارد زهرابیان آن را طراحی نمود.

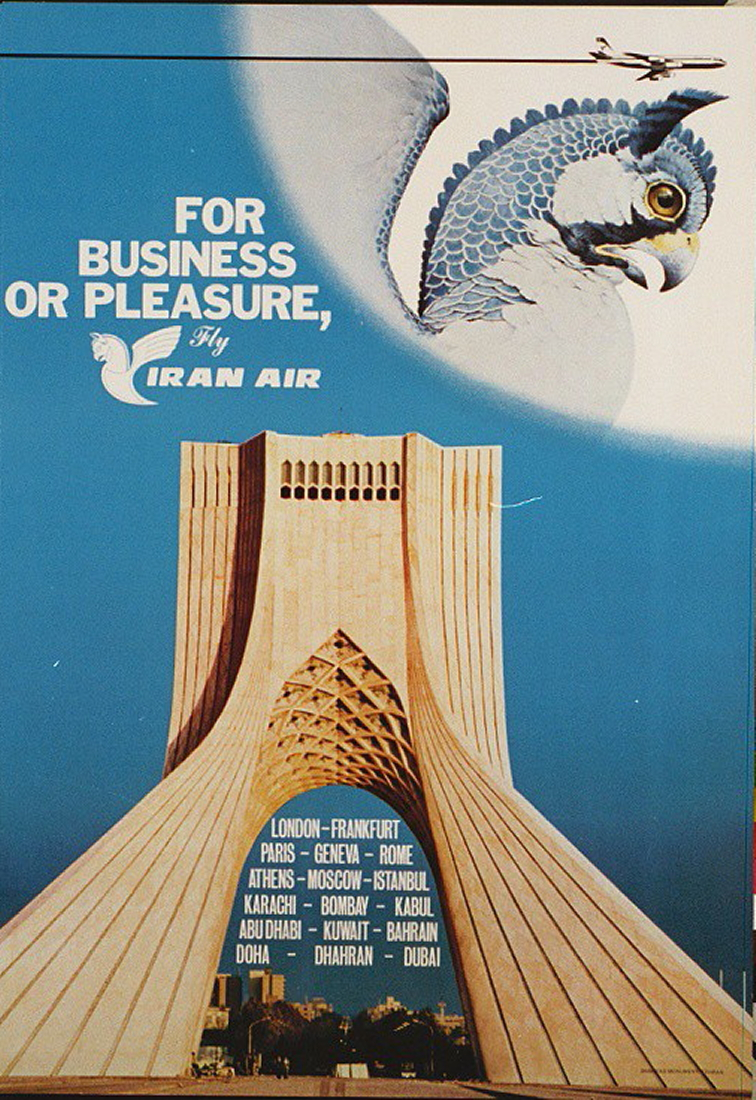
هما، نماد هواپیمایی ملی ایران.

آژانس تخصصی خبر و اطلاعات حمل‌ونقلی (اسکیفت) در گزارش سال ۲۰۱۳ ارزیابی از لوگوی شرکت‌های هواپیمایی در سراسر جهان داشت و بعد از ارزیابی‌های متعدد تمام شرکت‌های مطرح در زمینه صنعت هوایی توسط یاتا، شرکت هواپیمایی ایران ایر (هواپیمایی ملی ایران) را دارنده بهترین لوگوی خدمت رسانی هوایی معرفی نمود. این لوگو (با نام هما) در حالی به عنوان برترین معرفی شد که خطوط هوایی ایران با تحریم‌های بین‌المللی مواجه است و شاید ارتباط پروازی با بسیاری از فرودگاه‌های دنیا ندارد. استفاده از یک رنگ آرام بخش، استفاده از نماد پرنده و همچنین سمبلی پیج در پیچ و به نوعی انعطافی منجر به این شد که این برند در برابر سایرین دارای جایگاه متمایزی باشد.
ادوارد زهرابیان دربارهٔ این‌که چه‌طور طرح تندیس شیردال را به‌عنوان خمیرمایه و پایه طراحی این لوگو قرار داده می‌گوید: «آن زمان زیاد جهانگردی می‌کردم. به آثار تاریخی علاقه داشتم و هنوزهم دارم. یادم آمد که یک چنین سرستونی در تخت جمشید است که می‌تواند خمیرمایه این طرح باشد.» سر این تندیس اساطیری ایران از یال اسب، گوش گاو و صورت عقاب تشکیل شده‌است.